# Suzan
Suzan ist eine französische Gemeinde mit 24 Einwohnern (Stand 1. Januar 2022) im Département Ariège in der Region Okzitanien. Sie gehört zum Kanton Couserans Est und zum Arrondissement Saint-Girons. 

## Lage
Sie liegt im Regionalen Naturpark Pyrénées Ariégeoises und ist eine Enklave innerhalb der Gemeindegemarkung von La Bastide-de-Sérou.

## Bevölkerungsentwicklung
| Jahr                       | 1962 | 1968 | 1975 | 1982 | 1990 | 1999 | 2008 | 2016 |
| -------------------------- | ---- | ---- | ---- | ---- | ---- | ---- | ---- | ---- |
| Einwohner                  | 26   | 24   | 23   | 19   | 17   | 17   | 22   | 17   |
| Quellen: Cassini und INSEE |      |      |      |      |      |      |      |      |